# Serralada Prelitoral
| ■ Pyreneeën ■ Prepyreneeën ■ Centrale depressie van Catalonië ■ Pequeñas uitlopers in de centrale depressie | ■ Cordillera Transversal ■ Serralada Prelitoral ■ Cordillera Litoral ■ Depressies langs de kust, Catalaanse kustdepressie en kustvlakten |

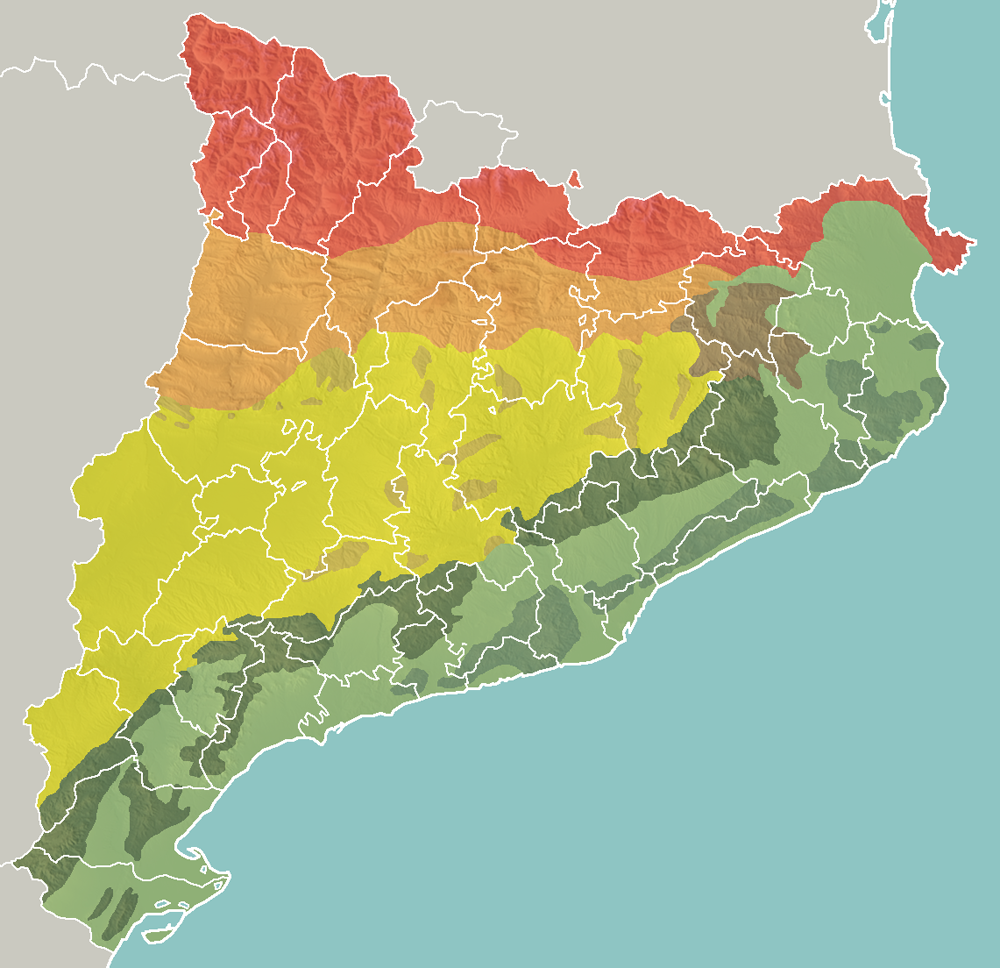
Geomorfologie van Catalonië

De Serralada Prelitoral in het Catalaans of Spaans: Cordillera Prelitoral, is een gebergte in de autonome Spaanse gemeenschap Catalonië en maakt deel uit van het Catalaans Kustgebergte. 
Het loopt evenwijdig aan de kust van de Middellandse Zee en ligt ongeveer 30 à 60 km van de grens van de regio's Valencia en Aragón en de Serralada Transversal. Van noord naar zuid liggen de bergen Guilleres, onderdeel van het Serralada Transversal, Massís del Montseny, Sant Llorenç del Munt, Montserrat, Serra de Queralt, Muntanyes de Prades, Montsant en ook diverse Ports, doorgangen, die deel uitmaken van het Iberisch Randgebergte.
Er liggen in het gebied diverse beschermde natuurgebieden waaronder Parc Natural del Montseny, Parc Natural de Sant Llorenç del Munt i l'Obac, Parc Natural de Montserrat en het Parc Natural dels Ports.